# 黎曰造
黎曰造（越南语：／；1876年—？年），越南阮朝官員。

## 生平
黎曰造是清化省河中府弘化縣慈光總月圓社（今屬清化省清化市弘光社月圓村）人，嗣德二十九年（1876年）出生。維新三年（1909年），參加清化場鄉試，考中解元。啟定四年（1919年），會試中格，庭試考中副榜。後任刑部承派。